# Fender Coronado

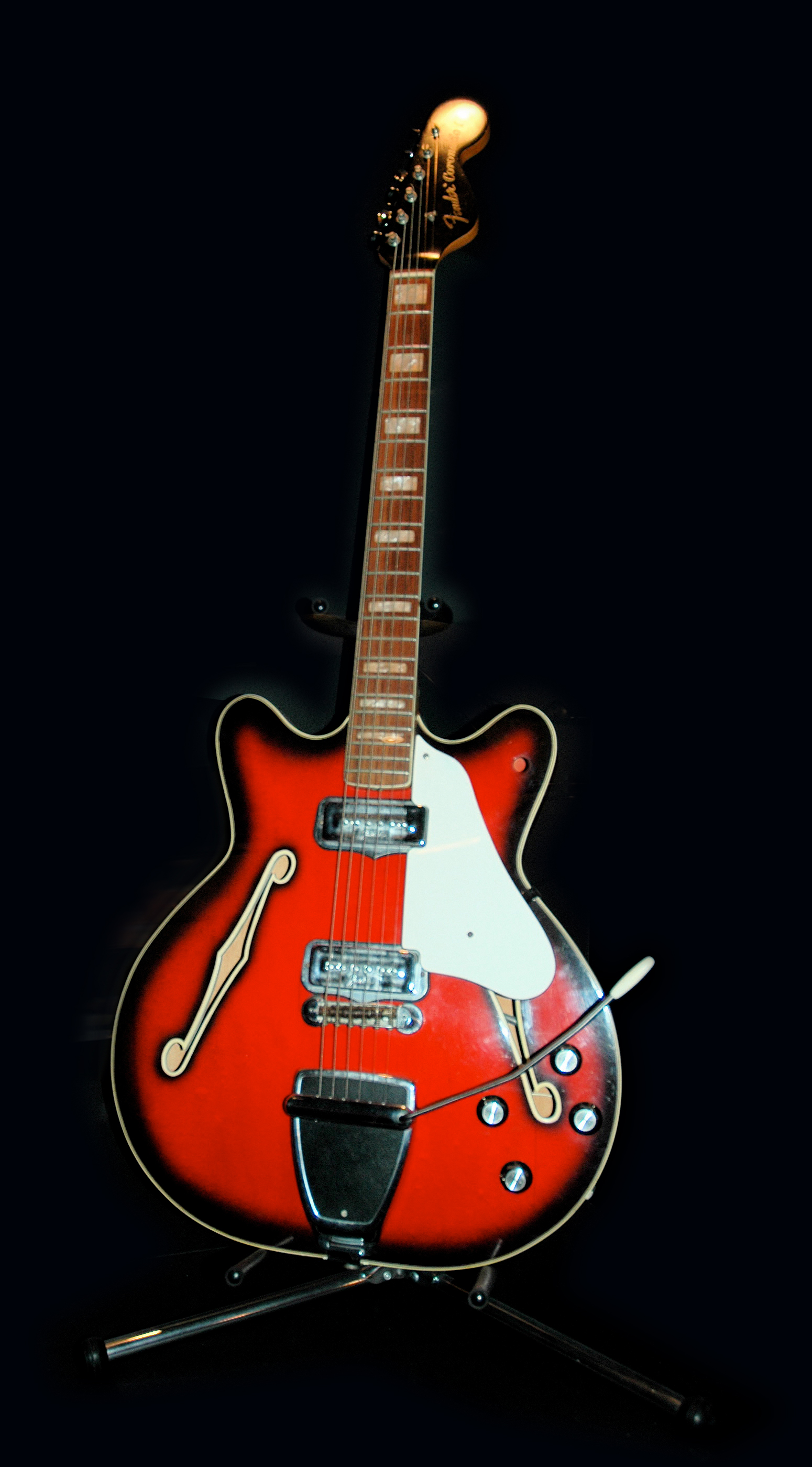
Fender Coronado

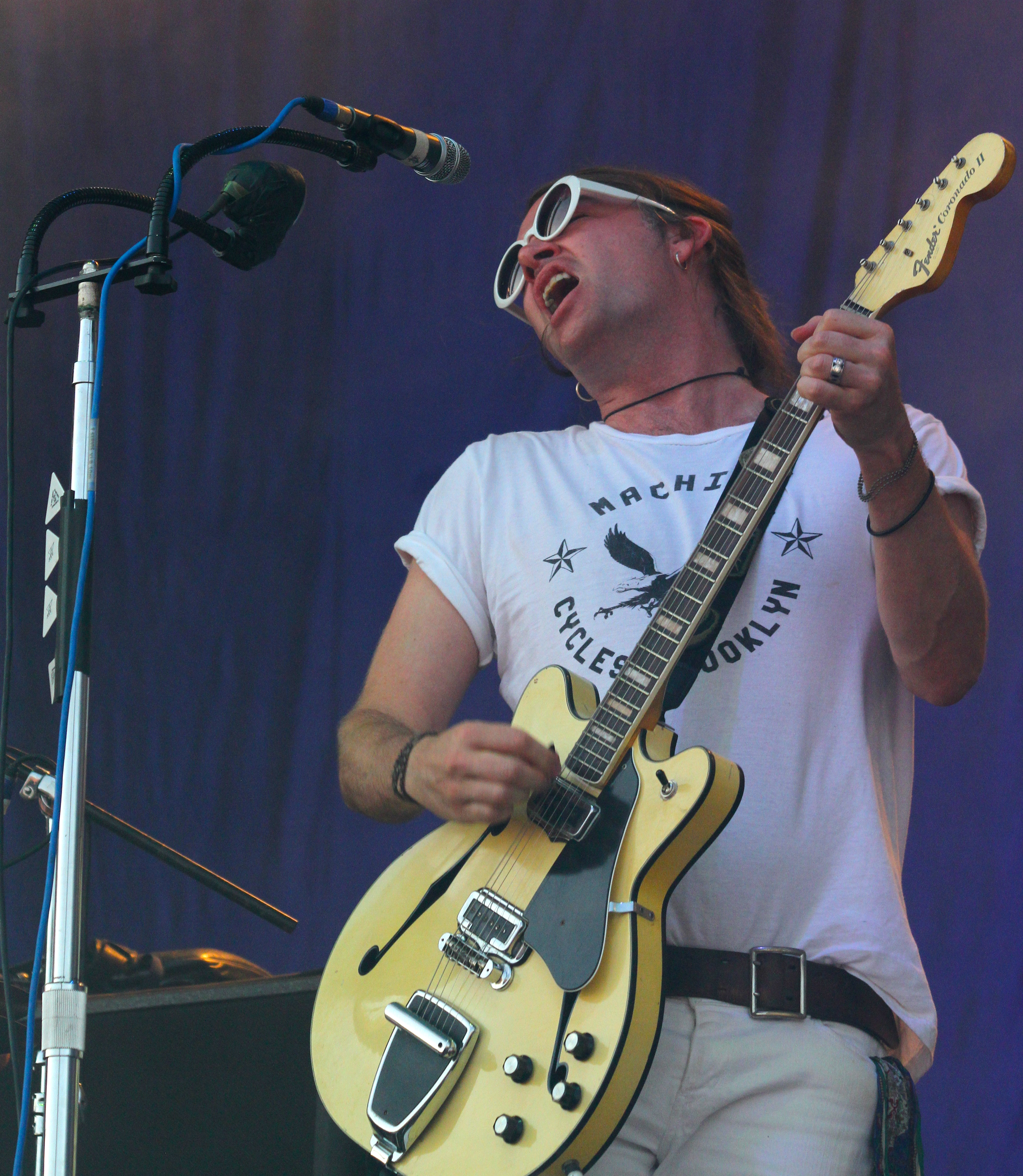
Courtney Taylor-Taylor von Dandy Warhols

Die Coronado ist eine von 1966 bis 1972 gebaute Halbresonanz-E-Gitarre (englisch: Hollowbody) mit Double-Cutaway des US-amerikanischen Musikinstrumentenbauers Fender. Die Bauweise und das Erscheinungsbild der Coronado waren eine deutliche Abkehr von früheren Designs, wie zum Beispiel der Strato- oder Telecaster-Linie. Die Coronado ist ein untypisches Stück Fender-Geschichte.

## Geschichte
Um die Vormachtstellung anzugreifen, die Konkurrent Gibson bei den Halbakustik-Gitarren mit seinen Modellen ES-335 und ES–330 hatte, ließ Fender von Roger Rossmeisl die Coronado-Serie entwerfen. Sie wurde ab 1965 als Thinline Hollowbody Electric angekündigt und kam 1966 in den Verkauf. Die Serie umfasste zunächst zwei Gitarrenmodelle: Die Coronado I mit einem Single Coil Pickup in der Halsposition (die Produktion dieses Modells wurde bereits 1970 eingestellt) und die Coronado II mit einem zusätzlichen Tonabnehmer (wiederum Single Coil) am Steg. 1967 kam dann mit der Coronado XII noch eine 12-saitige Version ins Programm. Darüber hinaus wurden Coronado-Bässe mit ein und zwei Pickups hergestellt.
Nach der Markteinführung erlangten die Coronado-Modelle einige Bekanntheit: Elvis Presley spielte sie 1968 in dem Film Speedway und auch in Nur nicht Millionär sein (Clambake) von 1967 ist er mit einem der Modelle (Wildwood) zu sehen.
Trotzdem blieb dieser Modellreihe von Fender ein größerer Erfolg versagt: Die reinen Jazzgitarristen als größte Zielgruppe für Hollowbodys akzeptierten keine Konstruktion mit angeschraubtem (bolt-on) statt eingeleimtem Hals (set neck). Rockmusiker wiederum schreckten zurück, weil die Gitarre wegen der rein akustischen Bauweise ohne Sustainblock im Livebetrieb bei angehobenen Lautstärken Feedback-Probleme verursachte. Da auch die Mischung der Formen aus Fender- und Gibson-Elementen als nicht gelungen galt, kann diese Serie als Misserfolg in Fenders Geschichte angesehen werden.

## Neuauflage 2013
Von 2013 bis 2018 legte Fender im Rahmen ihrer Modern-Player-Produktreihe eine sogenannte reissue der 6-saitigen Coronado und des 4-saitigen E-Bass auf. Es sind nur die Modelle mit den 2 Pickups erhältlich. Darüber hinaus haben die Gitarren der Neuauflage einen halbhohlen Korpus (mit Mittelblock), im Gegensatz zu den vollständig hohlen Korpussen der Originale.

## Bekannte Nutzer
Neben Elvis Presley setzten auch Alex St. Clair, Natalie Prass, und Taylor York Fender-Coronado-Gitarren ein. Musiker, die auf dem Coronado-Bass spielen, sind Thom Yorke und Colin Greenwood (beide Radiohead).